# Episodi di Cuori (prima stagione)
La prima stagione della serie televisiva italiana Cuori, composta da 16 episodi, è stata trasmessa in prima visione su Rai 1 dal 17 ottobre al 28 novembre 2021, con due episodi alla volta per otto prime serate.
| nº | Titolo                     | Prima TV         |
| -- | -------------------------- | ---------------- |
| 1  | L'americana e lo svedese   | 17 ottobre 2021  |
| 2  | Finché amore non ci separi | 17 ottobre 2021  |
| 3  | Padri e figli              | 24 ottobre 2021  |
| 4  | Inutili bugie              | 24 ottobre 2021  |
| 5  | Tradimenti                 | 31 ottobre 2021  |
| 6  | Porte girevoli             | 31 ottobre 2021  |
| 7  | La verità                  | 7 novembre 2021  |
| 8  | Dio non gioca a dadi       | 7 novembre 2021  |
| 9  | Suzanne                    | 14 novembre 2021 |
| 10 | Cortocircuito              | 14 novembre 2021 |
| 11 | Miracoli                   | 16 novembre 2021 |
| 12 | La scelta di Mosca         | 16 novembre 2021 |
| 13 | La sconfitta               | 21 novembre 2021 |
| 14 | Il paziente zero           | 21 novembre 2021 |
| 15 | Cuori a metà               | 28 novembre 2021 |
| 16 | Fino all'ultimo respiro    | 28 novembre 2021 |

## L'americana e lo svedese
1967. Cesare Corvara, primario del reparto di cardiochirurgia dell'ospedale Le Molinette di Torino, mette insieme una squadra di medici eccezionali per tentare un'impresa altrettanto eccezionale: realizzare il primo trapianto di cuore della storia. Tra di essi ci sono la brillante dottoressa Delia Brunello, che torna in Italia dopo un praticantato di sei anni a Houston ed è dotata di un orecchio assoluto che le consente di individuare facilmente le anomalie, e l'astro nascente Alberto Ferraris, richiamato dall'Istituto Karolinska di Stoccolma ed ex fidanzato di Delia.
Tornata dall'America, a fine viaggio Delia soccorre Antonio, un passeggero che sta per avere un infarto, e lo porta in ospedale dove deve insistere affinché venga operato dall'équipe di Ferraris. A fine intervento, Corvara presenta a tutti Delia come nuovo cardiologo. Il capo chirurgo Enrico Mosca non nasconde l'invidia nei confronti di Ferraris, poiché quest'ultimo è palesemente il favorito del primario, ed ha anche dei pregiudizi nei confronti della Brunello perché è donna. 
Nel frattempo Cesare si scontra con la figlia Virginia, studentessa di medicina che negli ultimi sei mesi non ha frequentato i corsi obbligatori e pertanto rischia l'espulsione, e che è arrabbiata col padre perché lo considera troppo preso dal lavoro e perché  ha deciso di risposarsi, accusandolo di voler sostituire sua madre. Virginia non viene espulsa ma sospesa; Cesare la rimprovera e obbliga la figlia a fare il tirocinio nel suo reparto per tutto il tempo della sospensione dei corsi, affinché capisca cosa significhi essere un medico. 
A una festa organizzata da Cesare con i chirurghi e le loro famiglie, Alberto prova a chiarirsi con Delia sperando di riprendere la loro relazione, ma lei rifiuta dicendogli che è troppo tardi: infatti, poco dopo Cesare annuncia a tutti i presenti che Delia, oltre a essere un medico eccezionale, gli ha fatto l'onore di diventare sua moglie.
- Altri interpreti: Marco Viecca (Antonio), Alberto Barbi (tassista), Alessia Olivetti (suor Letizia), Stefano Saccotelli (rettore), Matteo Sintucci (Luca), Cesare Hary (Giuseppe), Edoardo Gullo (Mario), Camilla Filipazzi (figlia di Enrico ed Elvira), Martina Filipazzi (figlia di Enrico ed Elvira).
- Ascolti: telespettatori 4 332 000 – share 18,6%[3].

## Finché amore non ci separi
1947. Durante un'escursione in montagna il padre di Alberto, Mario, e la figlia minore, Luisa, scivolano da una parete. Seppur gravemente ferito, l'uomo fa in tempo a spiegare al figlio come suturare la ferita della sorella.
1967. Luisa confida al fratello di sentirsi in colpa sia per la morte del loro padre che per la separazione tra Delia e Alberto stesso. Intanto Virginia insiste nel comportarsi in maniera ostile con la matrigna, sia in casa che al lavoro, nonostante Delia cerchi di farsi accettare; Delia deve affrontare anche dei problemi di ambientamento in ospedale, tra i pazienti che non si fidano di lei perché è donna, i colleghi che la guardano male e Alberto, che la attacca ritenendo che abbia sposato Cesare solo per far carriera e che non prende in considerazione le sue diagnosi accurate.
Cesare non ha vita facile perché deve difendersi dalle accuse di favoritismo alla riunione del consiglio, nonostante il curriculum della moglie sia di tutto rispetto, con una laurea da 110 e lode e la specializzazione americana: in caso di fallimento promette che si dimetterà dall'incarico di primario. L'unica a difenderlo al consiglio è Beatrice, moglie del direttore Carlo Dattilo: i due sono stati amanti, ma ora che Cesare si è sposato la rifiuta.
Delia diagnostica alla giovane Alice un'ipertrofia ventricolare al ventricolo destro. La ragazza, prima di entrare in crisi ipertensiva, spiega alla Brunello che più avvicinava il giorno delle nozze con Bruno, più pensava al suo ex, così andò da lui ma non fece nulla perché appena lo vide capì subito che era Bruno l'uomo della sua vita. Delia convince Cesare a operare il difetto congenito di Alice, ma il cuore rischia di collassare a causa dell'eccessivo sovraccarico sul ventricolo: serve il cuore di un volontario per far circolare il sangue di Alice durante l'intervento, e a proporsi è proprio Bruno che, avendo inizialmente creduto di essere stato tradito, decide comunque di sposarla. Cesare, avendo notato i dissidi tra Alberto e Delia, cerca di mettere una pezza chiedendo ai due di avere fiducia reciproca.
Ermanno, un anziano paziente che Ferraris aveva operato qualche giorno prima e che cercava invano di mettersi in contatto con lui, muore. Alberto ammette a Delia che non voleva parlargli perché, dopo tre infarti, per Ermanno non c'era ormai nulla da fare; inoltre l'uomo era una guida alpina e accompagnava sempre i Ferraris in montagna, tranne il giorno dell'incidente perché non aveva potuto andare.
Delia cerca di rappacificarsi con Alberto, ma quando questi la bacia lei gli tira uno schiaffo e lo attacca duramente. Un flashback fa capire perché i due si erano lasciati sei anni prima: dopo averlo scoperto a letto con un'altra ragazza, Delia era scappata via.
- Altri interpreti: Carlotta Bizzo (Alice Clerici), Fabio La Fata (Bruno), Lorenzo Rapazzini Regis (Ermanno Gentile), Francesca Bracchino (madre di Alice), Cristiano Falcomer (padre di Alice), Umberto Procopio (padre di Bruno), Veronica Urban (Laura), Matteo Sintucci (Luca), Gregorio Brussino (Alberto da ragazzo), Adele Maretti (Luisa da bambina), Gianluca Gambino (Mario Ferraris), Sofia Taglioni (Ilaria).
- Ascolti: telespettatori 3 954 000 – share 20,3%[3].

## Padri e figli
1947. Mario Ferraris muore per via delle ferite riportate in seguito alla caduta, nonostante i tentativi dei medici de Le Molinette per salvarlo. Cesare, amico di Mario, consola Alberto per la perdita del padre, gli consegna il suo orologio e gli promette che lo prenderà sotto la sua ala se diventerà medico.
1967. Cesare teme che gli investitori non vogliano più finanziare la ricerca per il trapianto di cuore, perciò chiede ad Alberto e Delia di concentrarsi sull'imminente operazione del vescovo, perché se la cosa viene gestita bene il consiglio non potrà opporsi. Lo specializzando Fausto Alfieri chiede alla Brunello di visitare la sua amica Rosa, un'aspirante ballerina che pur di allenarsi arriva in anticipo nella fabbrica dove lavora; in seguito rivela a Virginia che una volta a settimana si reca in una fabbrica per visitare i dipendenti gratuitamente, e che essendo una pratica vietata la direzione sanitaria ne è all'oscuro. Intanto Elvira, moglie di Mosca, suggerisce al marito di mettere in difficoltà la Brunello facendola sbagliare apposta, per far sì che Corvara debba dimettersi e lui possa diventare primario.
La caposala suor Fiorenza informa Ferraris che radiologia è occupata da più di un'ora e che il vescovo se n'è andato, nonostante Corvara avesse ordinato di interrompere tutte le analisi. Alberto affronta Delia, che stava effettuando un'urgente angiografia su Rosa (che la cardiologa ha voluto far restare in ospedale nonostante Mosca l'avesse dimessa): le lastre mostrano come effettivamente il circolo polmonare della ragazza sia compromesso e richieda un intervento.
Enrico si reca alla casa di riposo dove suo padre viene curato, ma prima di entrarvi si toglie la fede nuziale: infatti si è innamorato dell'infermiera Agata Vezzani. È proprio Agata a dargli una brutta notizia: suo padre, da tempo malato di demenza, è morto poche ore prima.
Cesare Corvara affronta don Saverio: il sacerdote non aspettava altro che una scusa per non far operare il vescovo nell'ospedale che sta lavorando al trapianto di cuore. Don Saverio risponde che la religione ha il dovere di occuparsi di tutte le questioni che riguardano la vita e la morte, soprattutto in casi controversi come questo, e che se il cuore viene prelevato quando è ancora battente l'uomo non può definirsi morto; il primario ribatte che se è clinicamente morto, è morto, e che non si tratta di idea giusta o sbagliata, ma di salvare vite umane, che è proprio ciò che dovrebbe interessargli, più di qualsiasi dissertazione teologica. Successivamente, Cesare discute con Beatrice, accusandola di averlo sabotato con don Saverio poiché arrabbiata per essere stata rifiutata da lui.
Alfredo, il padre di Rosa, è contrario a far operare la figlia perché, come spiega alla cardiologa (e come Rosa aveva spiegato a Fausto), suo nonno è deceduto senza apparente motivo a causa di ferite allo stomaco durante la guerra, dopo essere stato operato in un ospedale da campo abruzzese. Delia interrompe l'imminente operazione di Rosa: il petto escavato della ragazza potrebbe essere la spia di un difetto immunologico ereditario.
Per distrarsi, Cesare e Delia trascorrono una serata fuori in compagnia di Eva Pellegrini, ginecologa e amica di Delia, e Alberto; durante un ballo, Delia e Alberto si scambiano alcuni sguardi. Mentre Cesare e Delia trascorrono una notte d'amore, Alberto passeggia con il cane, e si ferma con malinconia davanti a un negozio di vinili.
- Altri interpreti: Fabrizio Coniglio (Gabrieli), Fabrizio Odetto (Alfredo Paluan), Stefano Guerrieri (Marco), Giovanni Bissaca (vescovo), Giancarlo Judica Cordiglia (don Saverio), Oliviero Corbetta (padre di Enrico), Veronica Urban (Laura), Alessia Olivetti (suor Letizia), Edoardo Gullo (Mario), Gregorio Brussino (Alberto da ragazzo).
- Ascolti: telespettatori 3 998 000 – share 17,4%[4].

## Inutili bugie
1961. Alberto trova un biglietto di Luisa in cui la sorella ha scritto che la vita è diventata insostenibile dopo la morte del loro padre, che non può vivere senza di lui ora che se ne andrà in America, che non vuole essere un peso, e gli chiede perdono. Alberto corre nella camera da letto di Luisa e la trova svenuta per aver ingerito un'intera boccetta di farmaco.
1967. Mentre pensano alla cura da sottoporre a Rosa, Mosca e la Brunello scoprono che la ragazza non si trova nel suo letto: infatti Rosa si è nascosta in uno sgabuzzino portando con sé un coniglio che era stato regalato al personale da un altro paziente, per evitare che venga cucinato.
Il vescovo ha deciso di operarsi in un altro ospedale, e al consiglio il direttore sanitario Ferdinando Maugeri dichiara che non se la sentono di finanziare una ricerca che potrebbe sollevare un polverone che danneggerebbe i loro marchi. Corvara spiega che il mese successivo Torino ospiterà un congresso internazionale di cardiochirurgia, il che porterà i riflettori di tutto il mondo su Le Molinette e, ovviamente, sui sostenitori del reparto. Maugeri accetta di sospendere la decisione fino al termine del congresso.
Fausto ritrova Rosa e Mosca decide di operarla. Cesare spiega a Delia di non poter operare lui la giovane perché non può sempre sminuire i suoi chirurghi, soprattutto Enrico, dopo che quest'ultimo lo ha messo in discussione all'ultimo consiglio: deve dimostrare fiducia nelle persone che ha scelto, e chiede alla moglie di non insistere. Per evitare la circolazione extracorporea, Ferraris propone a Mosca un metodo imparato in Svezia: portare la temperatura corporea sotto i 28 gradi, in ipotermia, così da intervenire sul cuore per 25 minuti. Se l'operazione andrà male tutta la colpa ricadrà su Ferraris, mentre se andrà bene tutti i meriti saranno per Mosca.
Beatrice si scusa con Cesare per averlo messo in una situazione difficile con Maugeri, e afferma di aver capito che se un uomo straordinario come lui è disposto a mettersi in discussione per una donna, significa che anche questa donna è altrettanto straordinaria: ha capito che aver provato a fargli male non l'ha fatta sentire bene, anzi.
Alberto non riesce a risolvere del tutto la situazione di Rosa perché il suo cuore è molto dilatato. Cesare confida a Delia di sapere che Alberto ha deciso di lasciare i meriti dell'operazione a Enrico per salvarlo, giudicandolo la persona più generosa che conosca. Fausto e Virginia liberano il coniglio e, dopo che lui telefona in ospedale per conoscere l'esito dell'operazione su Rosa, lei lo bacia lasciandolo confuso.
Delia ringrazia Alberto per aver protetto Cesare sorprendendola piacevolmente, e lui risponde che è stata lei a mettere in dubbio il suo affetto per Cesare. Alberto raggiunge Ilaria, la donna che Delia sorprese sei anni prima nel loro appartamento, portandola a lasciarlo: sposata e incinta, si farà visitare dalla sua ginecologa di fiducia, che è Eva, ma essendo quest'ultima la migliore amica di Delia, che recentemente è tornata in città per lavorare con loro a Le Molinette, Alberto chiede a Ilaria di fare molta attenzione.
1961. In ospedale, Luisa confessa al fratello il reale motivo per cui ha tentato il suicidio: è rimasta incinta di un uomo che dopo averlo saputo l'ha abbandonata, e ha paura che nessuno la vorrà più. Alberto promette che le rimarrà accanto e che troverà un modo per non dover partire per Houston.
- Altri interpreti: Sofia Taglioni (Ilaria), Giorgia Cardaci (madre di Rosa), Stefano Guerrieri (Marco), Filippo De Carli (Danilo), Fabrizio Odetto (Alfredo Paluan), Edoardo Gullo (Mario), Veronica Urban (Laura), Alessia Olivetti (suor Letizia).
- Ascolti: telespettatori 3 693 000 – share 19,9%[4].

## Tradimenti
1967. Ilaria teme per la sua gravidanza e chiede ad Alberto di accompagnarla dalla Pellegrini. Virginia prende in giro Fausto riguardo al fatto di averlo baciato, mentre lui cerca di mantenere le distanze. Durante una presentazione all'università in onore di Mario Ferraris, Delia viene a sapere da Cesare che sei anni prima Luisa è rimasta incinta; lei crede che ciò sia avvenuto dopo la sua partenza da Torino, e si complimenta con Alberto per la responsabilità che si è assunto standole accanto.
Agata accompagna il figlio Paolo all'ospedale, e vede Enrico mentre saluta sua moglie Elvira, scoprendo così che in realtà lui è sposato, contrariamente a quello che le aveva fatto credere. La Brunello spiega alla Vezzani che Paolo potrebbe soffrire della tetralogia di Fallot, e che, se le lastre confermeranno la diagnosi, il bambino dovrà essere operato.
L'elettricista Marco sospetta che la sua fidanzata, l'infermiera Serenella Rinaldi, lo stia tradendo, così con una scusa entra nel reparto e spara a Danilo, un paziente che aveva solamente chiesto un abbraccio alla ragazza. L'équipe di Ferraris riesce per miracolo a salvarlo: per evitare che Danilo possa morire dissanguato nel tentativo di estrarre il proiettile, dopo vari tentativi infruttuosi, si decide infine di lasciare il proiettile nella posizione in cui si trova poiché non ha danneggiato le funzioni vitali. Serenella si sente in colpa per quanto successo a Danilo perché avrebbe dovuto essere sincera e dire a Marco che si è innamorata di un altro, cioè l'anestesista donnaiolo Ferruccio Bonomo, col quale per la verità aveva già avuto diversi rapporti intimi. La Rinaldi spiega a Bonomo di aver lasciato Marco perché non voleva più prenderlo in giro, ma Ferruccio asserisce che è meglio interrompere la loro frequentazione.
Corvara dà di matto per evitare che un giornalista pubblichi la notizia che potrebbe compromettere la votazione dell'ospedale e i finanziamenti per il trapianto di cuore; oltre a ciò, l'università non ospiterà il congresso internazionale di cardiochirurgia. Il primario accusa un malore, sintomo di una malattia che vuole tenere segreta, e Beatrice, preoccupata per le sue condizioni, gli prenota una visita a Ginevra. 
Una sera Ilaria racconta ad Alberto di essere stata visitata da Eva e Delia, ma che quest'ultima non l'ha riconosciuta. Dopo che lei gli chiede se vuole fare da padrino al bambino che sta per partorire, i due si abbracciano, ma proprio in quel momento compare Delia, che riconosce Ilaria, e si allontana molto arrabbiata.
1961. In realtà Alberto ha pagato Ilaria (che a quel tempo faceva la prostituta) solo per fingere che fosse la sua amante con l'intento di allontanare Delia, dicendole che era l'unica cosa da fare.
- Altri interpreti: Stefano Guerrieri (Marco), Filippo De Carli (Danilo), Sofia Taglioni (Ilaria), Aurelio Del Noce (Paolo), Stefano Saccotelli (rettore), Veronica Urban (Laura), Alessia Olivetti (suor Letizia), Elia Tedesco (giornalista).
- Ascolti: telespettatori 3 625 000 – share 16,8%[5].

## Porte girevoli
1967, cinque mesi prima. Delia spiega al suo psicologo che la relazione con Cesare e il loro imminente matrimonio le ha ridato la voglia di essere felice. Lo psicologo la giudica pronta per tornare in Italia e le fa notare che da un po' di sedute ha smesso di nominare Alberto.
1967, oggi. Alberto e Delia continuano a scontrarsi anche per un esperimento da laboratorio su un farmaco antirigetto per l'operazione di Rosa, Cesare si accorge che non vanno d'accordo e non ne capisce il motivo. Per velocizzare il processo, la Brunello decide di testare su se stessa il farmaco perché se questa terapia funzionasse Rosa potrebbe essere operata senza rischiare una crisi immunologica. Nel frattempo, Beatrice chiede a Corvara di avere un occhio di riguardo per Riccardo Tosi, un giovane ingegnere meccanico figlio di un ricco imprenditore di Alessandria.
Fausto fa fatica a resistere al corteggiamento di Virginia e, dopo essersi baciati a una festa, i due finiscono per fare l'amore; tuttavia, la mattina seguente la ragazza gli dice che il loro rapporto si chiude lì. Fausto si accorge di essere in ritardo e corre a Le Molinette, dove Mosca sta scortando un gruppo di delegati attraverso i vari reparti. La signora Pisacane, già molto debole, è deceduta da poco: per non farla trovare così dagli ospiti, non potendola spostare in tempo, lo specializzando scambia i fili dell'elettrocardiogramma dell'anziana con quelli di Rosa, facendo loro credere che la donna stia semplicemente dormendo dopo essere stata sedata. Mosca però è sospettoso perché l'ha operata lui stesso due settimane prima e, dopo aver accompagnato i delegati fuori dal reparto femminile e aver scoperto lo scambio dei fili, licenzia in tronco Alfieri.
Mosca spiega ad Agata che la data per l'intervento di suo figlio Paolo è stata fissata per il mese successivo, e che è stata scelta senza alcun pregiudizio da parte sua. La Vezzani gli chiede di anticiparlo il prima possibile, spiegandogli che suo marito è morto improvvisamente davanti ai suoi occhi a causa di un infarto fulminante, e ha il terrore che possa succedere lo stesso a Paolo. Vedendo come Enrico respinga la sua richiesta sostenendo che la diagnosi non prevede questi rischi e che non gioca con la salute dei suoi pazienti, Agata afferma che per suo figlio è disposta a tutto, perfino a concederglisi, e gli consegna un indirizzo. Inizialmente Enrico è tentato di raggiungerla ma capisce che sarebbe un gesto immorale, così lascia perdere e si limita ad anticipare l'operazione di Paolo.
Il tanto atteso congresso per la presentazione del trapianto di cuore viene rovinato da una delegazione della Lega Medici Cattolici Italiani, fortemente contrari al progetto di Corvara. Maugeri è certo che i titoli dei giornali del giorno seguente saranno concentrati sulla contestazione dei medici cattolici, oscurando del tutto le magnifiche parole spese da Corvara, e vede come inevitabile l'interruzione del lavoro sul trapianto di cuore.
Il professore Dan Genberg fa un'allettante proposta lavorativa ad Alberto per trasferirsi a Stoccolma, e Delia gli consiglia di accettare. Il chirurgo ne parla con sua sorella chiedendole di seguirlo, ma Luisa ha una brutta crisi e Alberto non se la sente di partire. Lo psichiatra Gino Gigli dichiara che ormai, dopo anni di vane terapie, per curare la malattia di Luisa non c'è altra soluzione che l'elettroshock. Alberto è totalmente contrario, ma Gino risponde che Luisa potrebbe ritentare il suicidio.
Ilaria affronta Delia e le racconta la verità su quanto accaduto sei anni prima. La cardiologa e Ferraris hanno l'ennesimo diverbio, stavolta interrotto dall'arrivo dell'hostess Karen, la fidanzata svedese di Alberto.
- Altri interpreti: Sofia Taglioni (Ilaria), Eugenio Krauss (Gino Gigli), Richard Michael Rollins (psicologo), Christopher Jones (professor Dan Genberg), Graziella Villata (signora Pisacane), Piero Passadore (Domingo Liotta), Veronica Urban (Laura), Alessia Olivetti (suor Letizia).
- Ascolti: telespettatori 3 158 000 – share 17,5%[5].

## La verità
1961. Durante una gita al lago, Delia e Alberto trovano un cane e decidono di tenerlo chiamandolo Otto.
1967. Corvara presenta Riccardo Tosi alla Brunello e a Ferraris. In seguito chiede al padre del ragazzo di finanziare l'ospedale e investire sul loro progetto, così che la sua azienda potrà entrare nella storia per aver progettato il primo cuore artificiale. Per convincerlo ulteriormente, Corvara gli spiega che intende progettare un padiglione a suo nome nel quale i pazienti (soprattutto i più gravi) potranno disporre di stanze singole.
Alberto spiega a Delia che ha dovuto lasciarla per stare vicino alla sorella, che all'epoca era incinta e senza compagno. Delia affronta così Luisa, che però la odia e la umilia dicendole che Alberto non l'amava. La donna lascia di proposito il guinzaglio del cane, che corre verso la sua vecchia padrona e purtroppo viene investito da un furgone; Luisa accusa Delia di aver provocato l'incidente. Delia cerca di salvare Otto portandolo da Alberto in ospedale, ma il cane non sopravvive; lei scoppia in lacrime e Cesare non capisce il perché. I tre prelevano il cuore di Otto per salvare un altro cane, ma durante l'operazione Cesare ha l'ennesimo tremolio alle mani e lascia che a proseguire sia Alberto.
Mosca rassicura Agata sul buon esito dell'imminente operazione di Paolo, ma per un inghippo legato a un foglio perso da Delia l'intervento ritarda un po'. Enrico ha poi modo di chiarirsi con la Vezzani e presta a Paolo un suo vecchio telescopio.
Dopo l'ennesima frecciatina di Virginia, Delia rimprovera duramente la figliastra per l'egoismo e l'indifferenza che mostra verso tutto e tutti, come ha dimostrato di recente nei confronti di Fausto. Dopo aver appreso dei sacrifici fatti da Fausto e dalla sua famiglia, Virginia inizia a cambiare atteggiamento chiedendo al padre di reintegrare Alfieri, e alla matrigna di riprenderla con sé per il tirocinio.
Un giorno, in riva al lago, Alberto spiega ancora una volta a Delia (la quale gli parla del suo confronto con Luisa) per quale motivo ha dovuto lasciarla, che gli è costato molto farlo e che non ha amato mai nessuno quanto lei. Delia afferma di provare lo stesso e lo bacia prima di andarsene.
- Altri interpreti: Roberto Sbaratto (cavalier Tosi), Daniela De Pellegrin (madre di Fausto), Aurelio Del Noce (Paolo), Veronica Urban (Laura), Alessia Olivetti (suor Letizia).
- Ascolti: telespettatori 3 924 000 – share 16,9%[6].

## Dio non gioca a dadi
1947. Cesare viene visitato da un collega, il quale gli consiglia di far controllare la valvola aortica. L'uomo è però convinto che questo non ostacolerà il suo lavoro di medico.
1967. Corvara ha un malore sulle scale dell'ospedale e a fatica riesce a raggiungere il proprio ufficio: decide quindi di fare dei controlli e si fa mettere un catetere in vena dal radiologo Gabrieli, che dovrà mantenere il segreto in cambio di una ricompensa.
Il cane che necessitava del cuore di Otto purtroppo muore. Intanto, proprio ora che sta per arrivare il cuore artificiale, il nuovo laboratorio si è allagato a causa della rottura del tubo del collettore di un lavabo durante la montatura, perciò le apparecchiature vengono spostate nello studio di Alberto.
L'anziana signora Schultz va in asfissia per uno pneumotorace dopo essere stata operata. Mosca vuole capirne la causa e sospende in via preventiva Ferraris da interventi futuri, dato che negli ultimi venti giorni si sono verificati altri casi di pneumotorace dove i pazienti interessati hanno condiviso sia il letto che il fatto di essere stati operati da Ferraris. Quest'ultimo si rivolge a Corvara, il quale però non vuole intromettersi e gli chiede di occuparsi soltanto dell'autopsia del cane.
Il decorso post-operatorio di Paolo è più che soddisfacente, e così Enrico fa bella figura con Agata. La Vezzani però viene licenziata dalla clinica dove lavorava perché si è assentata per troppo tempo per stare vicino al figlio in ospedale, e quando Mosca lo viene a sapere da suor Fiorenza decide di farla assumere a Le Molinette. Nel frattempo Mosca riassume Alfieri su richiesta di Corvara, ma il capo chirurgo rinfaccia allo specializzando di voler fare carriera ingraziandosi la figlia del primario e Ferraris.
Nonostante i tentativi di riavvicinamento di Virginia, Fausto insiste nel mantenere una distanza fra loro. Mentre parla con Virginia, Rosa ammette di provare dei sentimenti per Fausto; Virginia le dice che per lei non c'è alcun problema.
Serenella becca Ferruccio, col quale aveva ripreso a frequentarsi, mentre fa il galletto con la Pellegrini, che però lo respinge ripetutamente. In lacrime, la Rinaldi gli dice quanto è delusa da lui e dalla sua vigliaccheria, poiché s'inventava scuse per non uscire con lei e stare con altre signorine, dato che una sera lei gli aveva espresso il desiderio di stabilizzarsi e formare una famiglia.
Luisa detesta anche Karen e cerca di mettere zizzania tra lei e il fratello. Mentre fanno un aperitivo, Delia dice a Eva che il bacio dato ad Alberto era solo d'addio, e che per entrambi Cesare è la cosa più importante. Dopo aver cenato insieme a loro due, Karen fa presente al compagno che Luisa l'ha messa al corrente sulla sua vecchia relazione con Delia. Quest'ultima ha un'intuizione e, insieme ad Alberto, torna in ospedale dove scopre che la crisi respiratoria è stata causata da un'alterazione del drenaggio provocata dall'usura di un piedino di gomma di una gamba del letto: ciò ha fatto sì che solo in alcuni momenti il pescaggio non fosse corretto.
Cesare affida il reparto a Delia e Alberto perché ufficialmente deve partire per New York per lavoro: in realtà il primario, accompagnato da Beatrice, va a Houston per essere operato in gran segreto.
- Altri interpreti: Giorgia Cardaci (madre di Rosa), Fabrizio Coniglio (Gabrieli), Aurelio Del Noce (Paolo), Veronica Urban (Laura), Alessia Olivetti (suor Letizia).
- Ascolti: telespettatori 3 545 000 – share 18,8%[6].

## Suzanne
1961. Delia finisce la tesi di laurea, che deve rilegare e spedire a Houston, e la dedica ad Alberto.
1967. Alberto è in un locale con Karen quando, tra la folla, un uomo accusa un malore: è Gianni Sciortino, un playboy di una certa fama. L'uomo viene ricoverato tra l'entusiasmo delle pazienti, che fanno a gara per procurarsi un autografo. Nonostante gli atteggiamenti da spaccone, Gianni è un fine osservatore, e non ci mette molto a intuire i sentimenti che ci sono fra Delia e Alberto, avendo tra l'altro saputo che Karen è preoccupata per il fatto che i due hanno avuto una relazione. L'angina pectoris di Gianni è dovuta a un probabile restringimento dell'arteria coronarica, perciò Mosca decide di effettuare un semplice intervento di rivascolarizzazione la mattina seguente insieme a Ferraris.
Virginia si confida con Gianni sul rapporto che ha con Delia, e, nonostante avesse detto a Rosa che poteva farsi avanti con Fausto, è chiaramente gelosa di lui e infastidita nel vederli insieme, anche se solo per parlare. Serenella dice ad Agata e al barelliere Bino che Ferruccio ha convinto Mosca a sostituirla con un'altra infermiera strumentista; Agata è perplessa perché Enrico le aveva proposto di lavorare a fianco a lui proprio come ferrista, nonostante non abbia finora avuto esperienza in questo campo, e dato che la collega è rimasta molto ferita dal comportamento di Bonomo, dice a Enrico di non volerne approfittare. Corvara viene a sapere che Mosca ha modificato la lista d'attesa degli interventi senza avvertirlo, così gli telefona per dirgli di non abusare della sua posizione e di ripristinare l'ordine precedente.
Alberto torna al locale per parlare col gestore di un jukebox acquistato ma non funzionante, e dopo aver seguito Amanda, un'amica di Gianni, la trova mentre taglia della droga. Alberto scopre quindi che Gianni, che non soffre realmente di angina pectoris, è un cocainomane: la fitta toracica e l'aritmia dipendono infatti dall'abuso di cocaina, che assume da anni. Mosca firma le dimissioni di Sciortino, al quale la Brunello consiglia di non sprecare la sua vita rendendola più corta, e di intraprendere un percorso di disintossicazione, sentendosi rispondere che anche lei non deve sprecare la sua, con evidente riferimento a Ferraris.
Rosa assume dei farmaci che inducono una brachicardia controllata, quindi i risultati del master test non sono del tutto affidabili; Delia decide di sospendere la terapia per qualche giorno, così da ricontrollare la conta dei globuli bianchi. Le apparecchiature di Tosi vanno in cortocircuito elettrico a causa di un difetto di fabbricazione; ciò fa venire un'intuizione a Delia, che decide di tenere sotto osservazione l'arteria di Gianni. Delia e Alberto partono subito per riportare l'uomo in ospedale; Gianni confida a  loro che, se si fosse innamorato, la sua vita sarebbe stata tutta diversa, e li esorta a ritrovarsi, dicendo che in caso contrario sarebbe un'ingiustizia per quelli come lui che non hanno avuto la fortuna di trovare il vero amore. Il cuore di Gianni presenta una dissezione di tipo A, la peggiore: il rischio di rottura è troppo alto. L'intervento purtroppo termina con la morte di Gianni.
Delia consola Alberto e gli chiede come mai durante l'operazione voleva mettere in sottofondo il vinile di Suzanne di Leonard Cohen, pensando che Gianni gli avesse detto che quella canzone le piaceva; Alberto risponde che non gliel'ha mai detto, che è uno dei suoi brani preferiti e che lo ascolta sempre. Alberto e Virginia, chiacchierando, bevono il dom pérignon, col quale Gianni avrebbe voluto festeggiare il decorso post-operatorio. Ferraris scopre che la Brunello ha deciso di trasferire altrove i macchinari per il laboratorio; dopo aver tentato invano per l'ennesima volta di far partire il jukebox, Alberto, sopraffatto dalle emozioni, lo distrugge.
- Altri interpreti: Fabrizio Coniglio (Gabrieli), Davide Devenuto (Gianni Sciortino), Elisa Muriale (Amanda), Edoardo Gullo (Mario), Veronica Urban (Laura), Danilo D'Agostino (passeggero in aeroporto), ? (suor Teresa).
- Ascolti: telespettatori 4 085 000 – share 16,8%[7].

## Cortocircuito
1961. All'aeroporto di Torino, Delia si fa aiutare da un viaggiatore a chiudere la valigia. Dopo una breve conversazione, l'uomo le chiede se può fare qualcos'altro per lei, e Delia lo bacia all'improvviso, scusandosi frettolosamente per il gesto prima di partire.
1967. Il soggiorno americano di Corvara insospettisce Mosca, che comincia a intuire parte della verità soprattutto dopo che Ferraris gli dice che il primario non si trova a Houston ma a New York (Suor Teresa aveva detto a Mosca che Corvara lo aveva chiamato da Houston). Agata viene a sapere che Enrico ha reintegrato Serenella come ferrista complimentandosi per la decisione, e gli chiede un favore: nell'appartamento dove abita col figlio Paolo c'è un inquilino che la infastidisce approfittando del fatto che è una donna sola e che la padrona di casa è molto anziana, perciò gli chiede di accompagnarla a casa. Intanto l'équipe deve fare i conti con la signora Giordano, che rifiuta fino all'ultimo minuto di farsi operare; Rosa spiega di aver osservato lei e il signor Villa, dimesso da poco, e di aver capito che sono innamorati, per questo la donna ha paura di non rivederlo più. Enrico si attarda per cercare informazioni nell'ufficio di Cesare, e quando ha finito vede Agata, che lo aveva aspettato per un po', andarsene con Bino; tornato a casa.
Nonostante Delia voglia tenere Rosa in ospedale, Fausto e Virginia accolgono la richiesta della ragazza di accompagnarla di nascosto al Teatro Carignano (dove il padre di Virginia ha un posto riservato per tutti gli spettacoli) per vedere Carla Fracci esibirsi in Giselle. Tornati in ospedale, Rosa rivela a Fausto di non essersi emozionata solo per la musica, ma anche per averlo avuto accanto, e i due si scambiano un bacio.
La signora Giordano è pronta per l'intervento, ma si verifica un blackout, inoltre Delia sembra sparita nel nulla: in realtà la Brunello è rimasta chiusa nel seminterrato dove sono stati spostati i macchinari. Bino e Agata fanno ripartire il generatore d'emergenza; il barelliere propone all'infermiera di prendere alloggio presso un appartamento che sta sotto al suo. Virginia nasconde a fatica la gelosia verso Fausto, ma il loro discorso viene interrotto dai risultati della conta dei globuli bianchi di Rosa: il test positivo era falsato, e in realtà le condizioni della giovane stanno peggiorando. Rosa va in cerca di Fausto e ascolta di nascosto quest'ultima parte di conversazione.
Mosca minaccia Gabrieli di licenziarlo in tronco se non gli rivelerà il motivo per cui Corvara gli ha regalato una macchina nuova. Nel frattempo, Alberto scende nel seminterrato, e mentre cerca di aprire la porta, conversa con Delia sui sentimenti che provano; la Brunello intuisce che in realtà la porta è aperta da un po', e che Ferraris ha solo aspettato, e quando lui entra, i due iniziano ad amoreggiare.
- Altri interpreti: Fabrizio Coniglio (Gabrieli), Ercole Bassi (signor Villa), Danilo D'Agostino (viaggiatore), Silvia De Rossi (signora Giordano), Veronica Urban (Laura), Alessia Olivetti (suor Letizia), ? (suor Teresa).
- Ascolti: telespettatori 3 706 000 – share 19,2%[7].

## Miracoli
1967, tre mesi prima. Delia e Cesare, sposati da poco e in procinto di partire per Torino, promettono di non lasciarsi mai.
1967, oggi. Alberto spera di passare altro tempo con Delia, ma quando raggiunge villa Corvara, trova anche Cesare, tornato in anticipo dagli USA. Delia trova le radiografie fatte dal marito, ma che lui fa passare per quelle di un paziente americano che ha rifiutato il trapianto: l'aorta presenta un aneurisma, e anche la valvola aortica è messa male.
Elvira invita Enrico a parlare al direttore Dattilo dei suoi sospetti su Cesare, ma l'uomo preferisce attendere che il primario confidi i suoi problemi di salute a lui stesso. Corvara presenta alla sua équipe degli strumenti innovativi in uso negli Stati Uniti (tra cui una valvola che vorrebbe far usare per primo a Ferraris), poi si ferma a parlare con Mosca, il quale vuole sapere cos'è successo a Houston; dopo che il primario taglia corto e lo invita semplicemente a seguire le sue disposizioni, Mosca telefona al direttore Dattilo.
Rosa, che soffre di emolisi, intende lasciare Le Molinette perché è convinta che non ci sia nulla da fare per lei. Fausto prova a convincere la ragazza a cambiare idea e lei accetta. Prima, però, Rosa lo porta in un vecchio palazzo dove abitava una sua amica e dove ha iniziato a ballare; la giovane si domanda perché Fausto non la lasci morire in pace, lui risponde che non può farlo, e i due finiscono per fare l'amore. Rosa viene operata con l'accesso toracotomico destro, in cui Ferraris inserisce la valvola; l'intervento ha successo. Nel frattempo Virginia legge la dolce lettera scritta da Rosa per i propri genitori.
Il consiglio indice una convocazione straordinaria, voluta da Mosca, ma Corvara impone al sottoposto di riferire che non sarà presente perché preferisce concentrarsi sulla relazione dell'intervento appena effettuato su Rosa, intimandogli inoltre di pensarci bene prima di insistere con le sue ipotesi, perché se fossero smentite verrebbe licenziato; poco dopo Cesare si ritira in privato e ha un piccolo malore. Intanto la convocazione viene annullata.
Cesare ringrazia Alberto per aver cercato di frenare l'opportunismo di Enrico, dicendogli che è l'unico di cui possa sempre fidarsi. Enrico chiede ad Agata di accompagnarla a casa, ma la donna rifiuta gentilmente perché ora c'è Bino con lei. Delia raggiunge Alberto a casa sua. Alberto la bacia e l'abbraccia dicendole che troveranno un posto dove andarsene insieme. Alla fine però Delia, ripensando al rinnovo delle promesse di matrimonio celebrate a sorpresa con Cesare nel pomeriggio, in cui hanno promesso che rimarranno insieme per sempre e non si lasceranno mai, decide di rimanere fedele al marito e di non lasciarlo.
- Altri interpreti: Giorgia Cardaci (madre di Rosa), Fabrizio Coniglio (Gabrieli), Fabrizio Odetto (Alfredo Paluan), Veronica Urban (Laura), Alessia Olivetti (suor Letizia), Fabio Rossini (don Oreste), Camilla Filipazzi (figlia di Enrico ed Elvira), Martina Filipazzi (figlia di Enrico ed Elvira).
- Ascolti: telespettatori 4 426 000 – share 18,2%[8].

## La scelta di Mosca
1963. Mosca viene convocato dal consiglio, che gli offre l'incarico di capo chirurgo con effetto immediato.
1967. Corvara declassa Mosca dall'incarico di capo chirurgo facendo riferimento al suo comportamento scorretto, e nomina al suo posto Ferraris, il quale però rifiuta la promozione dicendogli di non meritarsela, lasciandolo piuttosto perplesso. Mosca sfoga la sua frustrazione rompendo lo specchio di un bagno e rispondendo male ad Agata. Inoltre, non avendo insistito con Cesare per evitare un'indagine interna, Enrico incontra la disapprovazione della moglie, che lo vuole vedere primario a tutti i costi.
Il decorso post-operatorio di Rosa prosegue ottimamente; ad occuparsi della relazione sull'intervento è Virginia, su richiesta di suo padre. Alberto chiede a Delia di non rivolgergli la parola se non per motivi di lavoro, ma allo stesso tempo pensa di rompere la relazione con Karen perché, nonostante tutto, ama ancora Delia.
Intanto la paziente Margherita Stella Bottai, in seguito a una discussione con il violento marito, ha una crisi cardiaca, e nonostante venga operata con successo, le sue condizioni restano critiche, anche a causa di una lesione polmonare pregressa. La Brunello improvvisa una tecnica che ha visto a Houston e di cui si assume la responsabilità nel caso di un eventuale fallimento: una tecnica di rianimazione post-operatoria per bambini, chiamata terapia intensiva, dove il paziente viene messo in una stanza ad alta saturazione d'ossigeno. Delia, Agata e Serenella ricreano le condizioni adatte per la terapia; nella notte le ultime due dovranno controllare pressione e battito ogni 30 minuti.
Il padre di Rosa dice a Fausto di aver capito che la figlia è innamorata di lui, e gli chiede cosa lui provi per Rosa, perché non vuole che la figlia soffra per amore; Fausto gli risponde che per lui Rosa è una persona speciale, e che è pronto a prendersi cura di lei. Virginia è scettica sulla volontà di Fausto di sposare Rosa, ma quando lui ribadisce di volerlo fare, lei gli consegna l'anello di fidanzamento di sua madre, tenuto come ricordo, perché lo dia a Rosa, dicendogli che a lei non serve perché tanto non si sposerà; Virginia fa simulare a Fausto una proposta di matrimonio, poi lo bacia, e si allontana dopo avergli detto che non la vedrà più in ospedale. Nel frattempo, Delia e Cesare cenano insieme a Karen e Alberto per cercare di convincere quest'ultimo ad accettare l'incarico di capo chirurgo; Cesare confida ad Alberto di voler lasciare il reparto dopo aver realizzato il trapianto di cuore, dicendogli che, avendo dedicato tutta la sua vita alla medicina, ha trascurato il resto, e di non voler ripetere gli errori del passato, trascorrendo più tempo possibile con Virginia e Delia.
Sentendo di aver perso tutto, Enrico raggiunge Agata dicendole che le è rimasta soltanto lei, e chiedendole se lo rifiuta, dato che ora si fa accompagnare da Bino. La donna rimane turbata dal suo atteggiamento e gli chiede di smetterla; Enrico la bacia contro la sua volontà e, vedendosi rifiutato, le dà uno schiaffo e la insulta chiamandola «puttana», lasciandola in lacrime. Persa ogni speranza, quando Mosca vede il signor Bottai intrufolarsi di notte nel reparto e chiudere la manopola della bombola d'ossigeno della moglie, in un primo momento è tentato di riattivarla, ma poi lascia che Margherita vada in dispnea. Bino scopre che il livido di Agata è stato causato da Enrico, e colpisce quest'ultimo con un pugno. Pentito delle sue azioni, Mosca torna da Margherita e riattiva la bombola, ma ormai è troppo tardi: la paziente è morta. La mattina seguente Enrico dice alla moglie di aver lasciato morire la paziente della Brunello e che, schiacciato dai sensi di colpa, vuole confessare la verità a Corvara, ma Elvira gli dice che è tutta colpa di Delia, e che lei e Cesare ne pagheranno le conseguenze.
- Altri interpreti: Giorgia Cardaci (madre di Rosa), Fabrizio Odetto (Alfredo Paluan), Stefania Bogo (Margherita Stella Bottai), Fabrizio Rizzolo (signor Bottai), Edoardo Gullo (Mario), Veronica Urban (Laura).
- Ascolti: telespettatori 4 094 000 – share 21,2%[8].

## La sconfitta
1967, sette mesi prima. Cesare, ancora amante di Beatrice, conosce Delia mentre  lei cerca di intrufolarsi al congresso presieduto da lui.
1967, oggi. Elvira spinge il marito a chiamare Dattilo per incolpare Delia della morte della signora Bottai (e di conseguenza costringere Corvara a dimettersi), ma Enrico le intima di non intromettersi; lei però telefona al direttore a sua insaputa, e Corvara, che crede sia stata un'iniziativa di Mosca, lo giudica deludente. Enrico chiede scusa ad Agata per averla maltrattata, dicendole che è l'unica che non c'entra niente con tutto ciò che sta attraversando, e che Bino ha fatto bene a dargli un cazzotto. La Vezzani è dispiaciuta nel vederlo in questo stato, e prova a perdonarlo.
Karen si offre di andare a prendere il piccolo Mario a scuola per far riposare Luisa, ma si trattengono per un po' al parco e poi da lei; Luisa entra in un fortissimo stato di nervosismo e getta le medicine che deve assumere. Serenella confida a Eva di essere incinta di Ferruccio, ma pensa di non dirglielo perché crede che lui non si assumerà le proprie responsabilità; all'uscita dall'ospedale è proprio la Pellegrini a svelare senza mezzi termini a Bonomo la verità, lasciandolo attonito. Elvira organizza una cena invitando anche i coniugi Dattilo, dicendo in privato, al marito Enrico Mosca, di parlare al direttore riguardo a tutti i dettagli del caso in vista del consiglio straordinario del giorno seguente; Enrico dice alla moglie di trovare una scusa per non farlo cenare con loro se non vuole che lui riveli di aver lasciato morire la paziente.
Fausto propone ufficialmente a Rosa di sposarlo; nel frattempo aiuta Virginia, che ha ripreso a studiare seriamente medicina, a prepararsi per un esame difficile. Il turbamento di Delia la porta a non essere sicura come prima delle proprie diagnosi, e manda il signor Costa in chirurgia, ma Mosca lo rimanda indietro e dice alla Brunello di sapere per certo che, indipendentemente da quello che dirà il consiglio, lei non ha commesso alcun errore, né con la signora Bottai né con nessun altro, e che, nonostante possa rendersi insopportabile, lei è uno dei medici più incredibili che abbia mai incontrato nella sua carriera professionale.
Bino si fa avanti con Agata, ma lei lo respinge gentilmente, e poco dopo accetta l'invito di Enrico di andare nella casa di campagna dove lui ha vissuto da giovane; qui Enrico le spiega che per molto tempo si è stupidamente vergognato delle proprie umili origini, e ha cercato di primeggiare in tutti i campi. Enrico chiede ad Agata se avverte questa parte umile di lui, e lei risponde che è stata questa ad averla fatta innamorare di lui, e i due si baciano. Ferraris scopre da suor Fiorenza che il signor Bottai si è fermato in ospedale oltre l'orario consentito, e deduce che è stato lui ad aver manomesso la bombola d'ossigeno. Beatrice annulla il consiglio straordinario, schiaffeggia Cesare dicendogli che Carlo è stato arrestato con l'accusa di aver usato i fondi dell'ospedale per pagare dei debiti di gioco, cosa di cui solo Cesare era al corrente, ed è stato portato via sotto gli occhi dei loro figli, e infine lo accusa di aver rovinato la sua famiglia per niente: infatti quel giorno, il 3 dicembre, a Città del Capo, il chirurgo Christiaan Barnard ha eseguito il primo trapianto di cuore su un essere umano.
- Altri interpreti: Stefania Bogo (Margherita Stella Bottai), Giorgia Cardaci (madre di Rosa), Fabrizio Odetto (Alfredo Paluan), Roberto Tosi (cavalier Tosi), Fabrizio Rizzolo (signor Bottai), Edoardo Gullo (Mario), Manuela Grippi (signora Costa), Edoardo Rossi (signor Costa), Matteo Sintucci (Luca).
- Ascolti: telespettatori 4 325 000 – share 18,3%[9].

## Il paziente zero
1963. Gino consiglia ad Alberto di far ricoverare Luisa al policlinico, ma lui è reticente.
1967. Cesare mostra apertamente la profonda delusione per essere stato battuto sul tempo da Barnard, ma Alberto cerca di spronarlo. Mentre parla con Serenella, Ferruccio si lascia scappare di aver saputo che lei è incinta di otto settimane già dall'inizio, e per la rabbia l'infermiera gli dà uno schiaffo. Riccardo mostra a Delia una valvola modellata su quella americana, stavolta prodotta con elementi di alta qualità.
Fausto va da Virginia per aiutarla a studiare, e per questo rimanda al giorno dopo la cena da Rosa per presentare i rispettivi genitori, dicendo alla fidanzata che deve andare ad assistere sua madre col mal di testa; Virginia nasconde malamente l'attrazione che ancora prova per lo specializzando, che dal canto suo cerca di resisterle. Enrico e Agata proseguono la loro relazione clandestina, e anche se lui le dice che è l'unica persona capace di dargli sollievo e che non deve pensare che sia tutto uno sbaglio, la Vezzani è incerta quando lo vede allontanarsi con la moglie e le due figlie.
Cesare vede in Giuseppe Santoro, al terzo infarto miocardico, il paziente ideale per tentare un trapianto di cuore; la moglie dell'uomo dà l'autorizzazione per il trapianto di cuore, ma purtroppo il marito muore nella notte per un'insufficienza respiratoria. Serenella rimprovera Eva per aver detto a Ferruccio della sua gravidanza senza prima avvertirla. Karen informa Alberto della reazione esagerata avuta da Luisa. Quest'ultima giunge in ospedale col figlio in attesa di parlare col fratello; mentre aspettano in ambulatorio, Mario chiede alla madre cosa significa la parola «internare», udita durante una conversazione telefonica tra lo zio e Karen.
Tornata in ambulatorio, Delia trova alcuni disegni strappati di Mario; l'infermiera Laura la informa di aver visto Luisa con l'aria strana e il bambino addormentato in braccio dirigersi verso il terrazzo. Delia trova Mario sopra il muretto e Luisa aggrappata ad esso: quest'ultima spiega di aver addormentato il figlio con un calmante perché vuole che non si renda conto di nulla quando lei cadrà nel vuoto, e accusandola, come gli altri, di non ritenerla adatta a prendersi cura di Mario. Luisa si vuole buttare perché crede la vogliano chiudere in un manicomio e portarle via il figlio, poi provoca Delia dicendole di aver fatto sentire in colpa Alberto al punto da lasciarla, e di aver lasciato andare il guinzaglio del cane Otto, morto investito, perché voleva andare da lei. Le due vengono raggiunte da Alberto che riesce a riprendere la sorella, alla quale poi viene messa una camicia di forza; Gino promette ad Alberto che non lascerà Luisa, mentre lui dovrà pensare a Mario.
Fausto continua ad aiutare Virginia a studiare, e la ragazza gli mostra alcune lastre che il padre non le voleva far vedere: Alfieri nota un aneurisma aortico e valvole sfiancate, dichiarando che il paziente «ha una bomba al posto del cuore». Fausto arriva in ritardo al pranzo con i genitori di Rosa, dicendo alla fidanzata che si è dovuto trattenere in ospedale; Rosa però aveva già telefonato a Le Molinette e le avevano detto che Fausto era uscito in anticipo.
Delia va a trovare Alberto e gli dice apertamente che lo ama e lo bacia, ma dichiara di non sapere se avrà il coraggio di guardare il marito negli occhi. Cesare è infine costretto a rivelare a Virginia e Delia il suo reale stato di salute: è malato e potrebbe morire da un momento all'altro, e ha una sola possibilità di salvarsi.
- Altri interpreti: Fabrizio Coniglio (Gabrieli), Fabrizio Odetto (Alfredo Paluan), Giorgia Cardaci (madre di Rosa), Eugenio Krauss (Gino Gigli), Roberto Sbaratto (padre di Riccardo), Olivia Manescalchi (signora Santoro), Edoardo Gullo (Mario), Veronica Urban (Laura), Alessia Olivetti (suor Letizia), Daniela De Pellegrin (madre di Fausto), Camilla Filipazzi (figlia di Enrico ed Elvira), Martina Filipazzi (figlia di Enrico ed Elvira).
- Ascolti: telespettatori 4 123 000 – share 21,7%[9]

## Cuori a metà
1957. Cesare, da poco diventato vedovo, conforta la figlia e le promette che ci sarà sempre per lei.
1967. Enrico rivela alla moglie di essersi innamorato di Agata e che andrà a vivere da un'altra parte; Elvira è convinta che quest'infatuazione passerà, ma mentre si specchia in bagno, non riesce a trattenere le lacrime. Cesare rivela ad Alberto di avere un grave problema al cuore; mantenendo ancora segreta la sua condizione ai colleghi, decide che sarà Ferraris a effettuare il trapianto, e affida a Mosca il coordinamento della squadra per il prelievo dell'organo del donatore. Elvira annuncia al marito che suo padre è diventato il nuovo direttore sanitario de Le Molinette, ma Enrico si mostra totalmente indifferente e a malapena si congratula col suocero; Agata chiede a Enrico di cenare da lei, ma lui le risponde che non può ancora farlo e le chiede di avere ancora pazienza.
Rosa riflette sui comportamenti evasivi di Fausto; una sera lo segue e lo vede entrare in casa di Virginia; quest'ultima, dopo quanto scoperto su suo padre, ha deciso di smettere di studiare medicina, e Alfieri cerca di convincerla a non farlo, ma quando lei gli dice che è premuroso solo perché è la figlia del primario, lo specializzando se ne va senza parlare. Rosa va da Virginia, le rinfaccia di aver tradito la loro amicizia, di volere sempre quello che non ha e di buttarlo via quando lo ottiene, intimandole di non far soffrire mai più Fausto. Virginia decide di sostenere l'esame che aveva precedentemente annullato, poi chiede scusa a Fausto; quest'ultimo si offre di darle un passaggio, ma Virginia rifiuta dicendogli che non vuole più portarlo fuori strada e che Rosa lo aspetta.
Su richiesta di Serenella, Eva consegna all'infermiera l'indirizzo di un posto dove può abortire in segreto, tuttavia la raggiunge e la porta via prima dell'operazione. Enrico, ormai certo delle precarie condizioni di salute di Cesare, comunica alla moglie l'intenzione di rivelare la verità al suocero, così da ottenere la carica di primario, ma che per questo non rinuncerà ad Agata; nonostante ciò, Elvira gli dice che lo ama e che è disposta a tutto per stare con lui.
Alfieri informa la Brunello e Ferraris che il paziente al quale Barnard aveva trapiantato il cuore è deceduto a causa di una polmonite. Quando anche Corvara lo viene a sapere, rimane a fissare il vuoto con espressione addolorata.
- Altri interpreti: Eugenio Krauss (Gino Gigli), Giancarlo Previati (padre di Elvira), Edoardo Gullo (Mario), Maurizio Tropea (professore dell'esame).
- Ascolti: telespettatori 4 423 000 – share 18,8%[10].

## Fino all'ultimo respiro
1963. Alberto e Karen (tesa perché è il suo primo giorno di lavoro come hostess) si incontrano per la prima volta alla mensa dell'aeroporto, entrambi per il volo diretto a Torino.
1967. Luisa viene sottoposta all'elettroshock. Eva ritiene che sia più sicuro per Serenella abortire in ospedale, quando ormai non ci sarà più nessuno; l'infermiera rifiuta qualsiasi tentativo di riappacificamento di Ferruccio. Saputo da Mosca della grave malattia di Corvara, il direttore De Bellis, in attesa della firma definitiva del consiglio, lo nomina nuovo primario; Corvara non accetta le provocazioni dei due e li caccia dal suo ufficio, poi redarguisce Ferraris per non essergli stato accanto. Mentre è in casa, Cesare ha un malore.
Mosca dice alla Vezzani che sta per diventare primario e che Elvira sa di loro due; Agata crede che non debbano più nascondersi, tuttavia Enrico le dice che, per evitare lo scandalo, devono ancora farlo, e che le vuole prendere una casa vicino alla sua, ma la donna non vuole diventare l'«amante ufficiale». Bonomo confida a Mosca che per la prima volta non è indifferente a una donna e che, forse, diventerà padre; la Pellegrini dice alla Rinaldi che l'aborto ritarderà un po' perché in ospedale c'è ancora molta gente. Elvira, non riuscendo a trattenere il marito a casa, gli ricorda le sue umili origini dicendogli che rimane «il figlio del porcaro»; Enrico le risponde che per un attimo le aveva quasi creduto, ma che lei sa solo usare bene le parole e che non è capace di amare e che non imparerà mai, e che il giorno dopo lui andrà a vivere da un'altra parte.
Cesare trova casualmente la tesi di laurea di Delia dove legge una dedica d'amore di Alberto, scoprendo così che i due sono stati fidanzati: questo gli provoca un attacco grave al punto da fargli perdere i sensi. Virginia trova il padre steso a terra e chiama i soccorsi. Delia crede che il marito si sia sentito male a causa di Enrico, e accusa apertamente quest'ultimo. Il cuore di una donatrice 20enne milanese sembra perfetto per Cesare, anche se secondo Alberto è troppo piccolo, ma in mancanza di un'alternativa devono farlo andare bene; tuttavia, all'ospedale Niguarda, la madre della ragazza si oppone al prelievo d'organo convinta che si risveglierà, nonostante le abbiano spiegato che è impossibile. Alberto decide allora di effettuare un trapianto parziale, sostituendo solo il tratto di aorta compromesso dall'aneurisma utilizzando quello di un cadavere. La Brunello afferma che il problema della circolazione esterna è l'emolisi, così suggerisce di collegarlo al cuore artificiale costruito con l'ingegnere Riccardo Tosi per dargli il tempo necessario per riprendersi.
L'équipe esegue con successo l'operazione e il cuore di Cesare riprende a battere. Virginia piange di felicità, abbraccia Fausto e lo bacia, poi prendono un caffè insieme. Rosa dice a Virginia di essere contenta che suo padre si sia ripreso, e accompagna Fausto a cambiarsi prima che lui la accompagni al turno di lavoro; Virginia li vede allontanarsi con un po' di malinconia. Agata consegna a Serenella una lettera da dare a suor Fiorenza. Poco dopo Ferruccio dice a Serenella che non vuole che lei abortisca e che vuole avere un figlio da lei, ma che tuttavia non se la sente di sposarsi, anche se li sosterrà economicamente; Serenella non vuole sentire altre parole e lo manda al diavolo. Suor Fiorenza informa Mosca che la Vezzani si è licenziata; l'uomo cerca di fermarla prima che torni al suo paese, ma Agata non lo ascolta e parte. Mentre Luisa si riprende lentamente dall'elettroshock, Alberto e Delia scambiano alcune parole davanti al letto di Cesare, le cui condizioni sono stazionarie. Nel frattempo, Karen scopre di essere incinta.
- Altri interpreti: Eugenio Krauss (Gino Gigli), Giancarlo Previati (padre di Elvira), Edoardo Gullo (Mario), Aurelio Del Noce (Paolo), Veronica Urban (Laura), Alessia Olivetti (suor Letizia).
- Ascolti: telespettatori 4 259 000 – share 21,7%[10].